# Сельское поселение Пешковское (Московская область)
Сельское поселение Пешковское — упразднённое муниципальное образование в Солнечногорском районе Московской области. Административный центр — деревня Пешки.
Глава сельского поселения — Фарафонов Юрий Юрьевич. Адрес администрации: 141595, Московская область, Солнечногорский район, д. Пешки, д. 3.

## География
Граничит с городскими поселениями Менделеево, Ржавки, Андреевка, Поварово и Солнечногорск, Лунёвским и Соколовским сельскими поселениями, а также Зеленоградским административным округом города Москвы и Габовским сельским поселением Дмитровского района. Площадь территории сельского поселения составляет 18 225 га (182,25 км²).

## История
Образовано в соответствии с Законом Московской области от 21.01.2005 года № 27/2005-ОЗ «О статусе и границах Солнечногорского муниципального района и вновь образованных в его составе муниципальных образований» (принят постановлением Мособлдумы от 29.12.2004 № 8/123-П). В его состав вошёл 31 населённый пункт трёх упразднённых административно-территориальных единиц — Кировского, Пешковского и Солнечногорского сельских округов.
Законом Московской области № 246/2018-ОЗ от 28 декабря 2018 года, с 9 января 2019 года все городские и сельские поселения Солнечногорского муниципального района были упразднены и объединены в новое единое муниципальное образование городской округ Солнечногорск

## Население
| 2006    | 2007    | 2008    | 2009    | 2010    | 2011    |
| ------- | ------- | ------- | ------- | ------- | ------- |
| 11 437  | ↘11 223 | ↗11 353 | ↗11 472 | ↘11 010 | ↗11 218 |
| 2012    | 2013    | 2014    | 2015    | 2016    | 2017    |
| →11 218 | ↗11 434 | ↗11 584 | ↗11 793 | ↗11 939 | ↗12 147 |
| 2018    | 2019    |         |         |         |         |
| ↗12 249 | ↗12 332 |         |         |         |         |

## Состав сельского поселения
| №  | Населённый пункт                | Тип населённого пункта          | Население |
| -- | ------------------------------- | ------------------------------- | --------- |
| 1  | Безверхово                      | деревня                         | ↗8        |
| 2  | Берсеневка                      | деревня                         | ↗110      |
| 3  | Болкашино                       | деревня                         | ↘7        |
| 4  | Бунтеиха                        | деревня                         | ↘2        |
| 5  | Бухарово                        | деревня                         | →4        |
| 6  | Верхнеклязьминского лесничества | посёлок                         | ↘14       |
| 7  | Глазово                         | деревня                         | →29       |
| 8  | Гончары                         | деревня                         | ↘18       |
| 9  | Дурыкино                        | деревня                         | ↗148      |
| 10 | Есипово                         | деревня                         | ↘73       |
| 11 | Жуково                          | посёлок                         | ↘1104     |
| 12 | Кочугино                        | деревня                         | ↗13       |
| 13 | Липуниха                        | деревня                         | ↘55       |
| 14 | Литвиново                       | деревня                         | ↘12       |
| 15 | Ложки                           | деревня                         | ↗2141     |
| 16 | Майдарово                       | посёлок                         | ↘1251     |
| 17 | Никифорово                      | деревня                         | ↘2        |
| 18 | Никольское                      | деревня                         | ↗10       |
| 19 | Овсянниково                     | деревня                         | ↘0        |
| 20 | Парфёново                       | деревня                         | ↘29       |
| 21 | Пешки                           | деревня, административный центр | ↘1063     |
| 22 | Радищево                        | посёлок                         | ↗40       |
| 23 | Радумля                         | деревня                         | ↗3153     |
| 24 | Савельево                       | деревня                         | ↗30       |
| 25 | Стародальня                     | деревня                         | ↗5        |
| 26 | Терехово                        | деревня                         | ↗11       |
| 27 | Холмы                           | деревня                         | ↗4        |
| 28 | Хоругвино                       | деревня                         | ↗125      |
| 29 | Чашниково                       | деревня                         | ↘2355     |
| 30 | Шелепаново                      | деревня                         | →9        |
| 31 | Шишовка                         | посёлок                         | ↘88       |